# 歌川国為
歌川 国為 （うたがわ くにため、生没年不詳）とは、江戸時代の浮世絵師。

## 来歴
初代歌川豊国の門人、歌川の画姓を称し一年斎と号す。文政11年（1828年）建立の豊国先生瘞筆之碑に「国為」の名がある。『浮世絵師伝』によれば千駄ヶ谷に住んだという。作画期は文政の頃とされ、作に「芸妓立姿図」（紙本着色）が知られる。